# 久保木哲夫
久保木 哲夫（くぼき てつお、1931年2月27日 - 2022年12月6日）は、日本の国文学者。専門は中古文学。都留文科大学名誉教授。国文学者で日本大学教授の久保木秀夫は子息。

## 略歴
東京生まれ。1954年東京教育大学文学部国語国文学科卒業。都立国立高校、都立九段高校教諭を経て、都留文科大学助教授、教授。1995年定年退官、名誉教授、東京家政学院大学教授。1996年都留文科大学学長、2002年退任。

## 著書
- 『平安時代私家集の研究』笠間書院 1985
- 『折の文学 平安和歌文学論』笠間書院 2007
- 『うたと文献学』笠間書院 2013

### 共編著・校注
- 『四条宮下野集 本文及び総索引』編　笠間書院 笠間索引叢刊 1970
- 『完訳日本の古典 第27巻 堤中納言物語 無名草子』稲賀敬二共校注・訳　小学館 1987
- 『伊勢大輔集注釈』校注・訳　貴重本刊行会 私家集注釈叢刊 1992
- 『和泉式部集全集 本文と総索引』伊藤博共編　貴重本刊行会 1994
- 『康資王母集注釈』花上和広共校注・訳　貴重本刊行会 私家集注釈叢刊 1997
- 『新編日本古典文学全集 40 松浦宮物語 無名草子』樋口芳麻呂共校注・訳 小学館 1999
- 『古筆手鑑 宮内庁書陵部蔵』編集委員　貴重本刊行会 古筆手鑑叢刊 1999
- 『国文学解釈と鑑賞別冊 源氏物語の鑑賞と基礎知識　行幸・藤袴』編　至文堂 2003
- 『肥後集全注釈』編著 平安私家集研究会著　新典社 和歌文学注釈叢書 2006
- 『古筆と和歌』編　笠間書院 笠間叢書 2008
- 『出羽弁集新注』青簡舎 新注和歌文学叢書 2010
- 『伏見院御集「広沢切」伝本・断簡集成』石澤一志、久保木秀夫、別府節子共編　笠間書院 2011